# Mary Mohler
Mary Elizabeth Mohler, née DeScenza le 17 septembre 1984 à Middlesex, est une nageuse américaine, spécialiste de papillon et de la nage libre.

## Carrière
Lors des Championnats du monde 2009, elle bat le record du monde du 200 m papillon jusque-là détenu par Liu Zige en demi-finales, mais ne termine que quatrième de la finale durant laquelle Jessicah Schipper améliore à son tour le temps de Mohler. En 2008, elle était devenue championne du monde en petit bassin du 200 m papillon. Elle est aussi quatre fois championne NCAA de cette distance entre 2003 et 2006.

## Palmarès

### Championnats du monde
Grand bassin
- Championnats du monde 2001 à Fukuoka (Japon) :
  -  Médaille d'argent au titre du relais 4 × 100 m 4 nages
- Championnats du monde 2003 à Barcelone (Espagne) :
  -  Médaille d'argent au titre du relais 4 × 100 m 4 nages[1]
- Championnats du monde 2005 à Montréal (Canada) :
  -  Médaille d'or au titre du relais 4 × 200 m nage libre[1]
  -  Médaille d'argent au titre du relais 4 × 100 m 4 nages[1]
  -  Médaille d'e bronze au titre du relais 4 × 100 m nage libre[1]

Petit bassin 
- Championnats du monde 2006 à Shanghai (Chine) :
  -  Médaille d'argent du relais 4 x 100m quatre nages[1]
- Championnats du monde 2008 à Manchester (Royaume-Uni) :
  -  Médaille d'or du 200 m papillon

### Championnats pan-pacifiques
- Championnats pan-pacifiques 2002 à Yokohama (Japon) :
  -  Médaille d'argent du 200 m papillon
- Championnats pan-pacifiques 2006 à Victoria (Canada) :
  -  Médaille de bronze du 100 m papillon